# نجف أباد (سياوشان)
نجف أباد (بالفارسية: نجف‌آباد) هي مستوطنة تقع في إيران في قسم سیاوشان الريفي. يقدر عدد سكانها بـ 213 نسمة .